# 上羽栗村
上羽栗村（かみはぐりむら）はかつて岐阜県羽島郡に存在した村である。
岐南町のほぼ東半分。現在の地名は、平島、野中、三宅、若宮地、伏屋、平成（一部）であるが、区画整理のため厳密には異なる箇所がある。

## 大字・小字
大字野中
- 字東学園
- 字阿毛
- 字阿毛前
- 字本郷
- 字州崎
- 字東本郷
- 字広野
- 字二本松

大字三宅
- 字八幡
- 字須賀
- 字栄
- 字一番割
- 字二番割
- 字上新田
- 字木瀬
- 字港
- 字明戸
- 字渡
- 字須賀前
- 字宮西
- 字亀ノ宮
- 字七郎分
- 字中山
- 字河原畑
- 字大官田
- 字長割

大字伏屋
- 字火打石
- 字柳原
- 字大原戸
- 字八幡
- 字六反
- 字中通り
- 字北通り
- 字宮西
- 字丸池
- 字北瀬古
- 字成光
- 字長大門
- 字向畑
- 字海道西
- 字村前
- 字二本松
- 字向田
- 字霜田
- 字深沼
- 字清水田
- 字海老田
- 字戸一田

大字若宮地
- 字天神
- 字白山
- 字若八幡

大字平島
- 字大柳
- 字西浦
- 字上寺山
- 字前畑
- 字川田
- 字中屋敷
- 字江丸
- 字沖森
- 字南白山
- 字石取
- 字一色
- 字宮前
- 字赤池

## 歴史
- かつてこの地域は尾張国葉栗郡であったが、1586年（天正14年）の大洪水により木曽川の流れが大きく変わり、葉栗郡の新たな木曽川の北岸の地域は、羽栗郡に改称され、美濃国に編入される。
- 江戸時代 - この地域は天領、尾張藩領、旗本坪内氏領、旗本平岡氏となる。
- 1897年（明治30年）4月1日[1] - 羽栗郡と中島郡が合併して羽島郡となる。羽栗郡野中村、三宅村、伏屋村、若宮地村、平島村が合併し羽島郡上羽栗村が発足。
- 1956年（昭和31年）9月26日 - 八剣村と合併し岐南村が発足。同日上羽栗村廃止。

## 小・中学校
- 上羽栗村立上羽栗小学校（現・岐南町立東小学校）
- 羽島郡中学校組合立羽栗中学校（岐南町立岐南中学校の前身）

## 史跡・祭礼など
- 伏屋城址
- 伏屋の獅子芝居